# Тальйоло-Монферрато
Тальйоло-Монферрато (італ. Tagliolo Monferrato, п'єм. Tajeu) — муніципалітет в Італії, у регіоні П'ємонт,  провінція Алессандрія.
Тальйоло-Монферрато розташоване на відстані близько 440 км на північний захід від Рима, 90 км на південний схід від Турина, 31 км на південь від Алессандрії.
Населення — 1598 осіб (2014).
Щорічний фестиваль відбувається 4 листопада. Покровитель — San Carlo Borromeo.

## Демографія
Населення за роками:

Станом на 1 січня 2023 року в муніципалітеті офіційно проживало 66 іноземців з 19 країн, серед них 31 громадянин країн Євросоюзу та 2 громадяни України.

## Сусідні муніципалітети
- Бельфорте-Монферрато
- Бозіо
- Казаледжо-Боїро
- Лерма
- Овада
- Россільйоне-(дже)
- Сільвано-д'Орба